# Carex jizhuangensis
Carex jizhuangensis är en halvgräsart som beskrevs av S.Yun Liang. Carex jizhuangensis ingår i släktet starrar, och familjen halvgräs. Inga underarter finns listade i Catalogue of Life.